# 撒拉族
撒拉族是中国的少数民族，自称撒拉爾（撒拉語：Salır），是古代西突厥烏古斯人部落中撒鲁爾的後裔，現主要聚居在中國青海省循化縣與甘肅省積石山縣， 有人口165,159人（2020年）北疆（伊犁哈薩克自治州）也有分佈，使用撒拉語和漢語。他們與裕固族是少數有漢姓的突厥人，主要有韓、馬、蘇等。

## 歷史

撒魯爾部落的塔木加印記

### 起源
中國撒拉族古稱Salor（或Salur），是撒拉爾部落的後裔，屬於西突厥汗國烏古斯突厥部落，這個部落名起源於傳說中的烏古斯可汗（被土庫曼人視為自己民族的祖先）的親孫子撒魯爾（Salur），意思是到處揮動著大刀和長矛的人，有「無處不在、戰無不勝的征服者」的含義。撒拉爾部落是唐朝時期游牧於新疆伊犁一带的烏護，後來西遷至中亞馬雷、玉龍杰赤咸海地區。在塞爾柱帝國和後來的奥斯曼帝國的歷史上，撒拉爾人占非常重要的地位。後來撒拉爾人西遷，一部分人定居在東部安納托利亞（現在的土耳其境内）。留在木鹿及撒拉克的一部分人就是日後的土庫曼人。
其中一部分在元朝時，由首領嘎勒莽（Qaramañ），阿赫莽（Axmañ）帶領，取道撒馬爾罕，吐魯番、肅州到積石州、嘉峪關定居下來，成為今日青海的撒拉族。第一批撒拉人是作為西域親軍前來屯田的。其他人陸續前來。其首領尕勒莽被元政府授予積石州的世襲「達魯花赤」。嘎勒莽之孫韓寶於明洪武三年（1370年）歸附明朝，三年後被授為積石州千戶所的世襲百戶，職銜是「昭信校尉管軍百戶」，正式確立了土司制度，撥屬河州衛積石千戶所。清代承續明代舊制，由地方官吏委任，稱外委土司。幾個世紀以來，他們與鄰近的藏族、回族、漢族和蒙古族混雜在一起，形成了獨特的現代撒拉族文化。

### 傳說
根據傳說，尕勒莽和阿合莽兩兄弟，可能是當今撒拉族的祖先，曾經居住在中亞撒馬爾罕地區。他們在當地勢力很大而遭到當局統治者迫害。兩兄弟和十八名部落成員騎著一匹白駱駝，帶著水、土和一本古蘭經逃離，一行人徒步穿越天山山脈進入嘉峪關，途經今肅州、甘州、秦州、甘谷縣，最後在甘肅夏河縣定居。後來，又有四十名來自中亞撒馬爾罕的人加入了這個社群。一行人穿過天山山脈南線，進入青海。他們到了現在的貴德縣，十二人就在那里安頓下來。
兩兄弟來中國時帶來的《古蘭經》至今仍保存在循化撒拉族自治縣的街子清真寺。南京博物院對古蘭經進行了修復，以防止其腐爛。

## 語言
撒拉語屬於阿爾泰語系突厥語族西匈語支烏古斯語支，與土耳其語、土庫曼語、克里米亞韃靼語十分接近。
撒拉語有兩大方言群。產生變異分歧的原因是在青海省和甘肅省的撒拉語受藏語和漢語的影響，而伊犁哈薩克自治州的撒拉語受維吾爾語和哈薩克語的影響。
在 1990 年代後期，估計在大約 89,000 名撒拉人中，約有 60,000 人講撒拉語。
大多數撒拉語不使用任何書面的撒拉語文字，而是使用漢字。撒拉語是他們的口語，而漢語是口語和書面語。許多當代撒拉人都能說流利的漢語和藏語。
撒拉族的祖先信仰伊斯蘭教以後，開始使用阿拉伯字母版的撒拉文，撒拉族人稱圖爾克撒拉文。據最近的資料顯示撒拉族的祖先至少在200年前還在使用這種圖爾克撒拉文，這種文字至今也被部分宗教人士和民間文化人使用。現在撒拉族人主要使用中國撒拉爾青年聯盟推行的TB31版拉丁文。

## 文化

青海省為大多數撒拉族分佈的省份

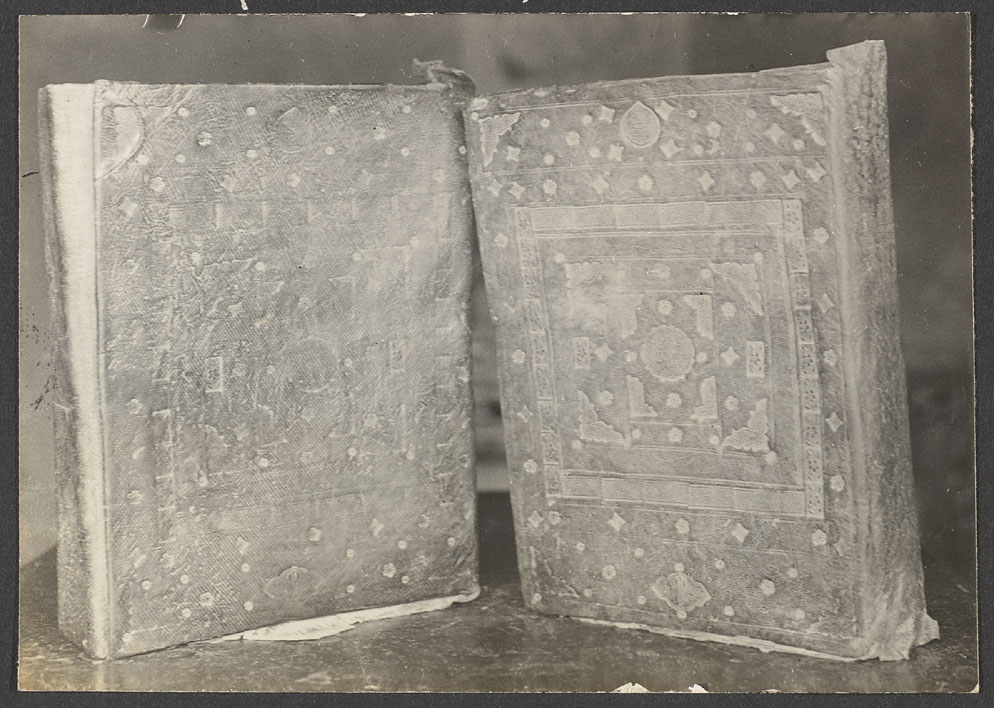
1371年撒拉族穆斯林從撒馬爾罕帶來的古蘭經抄本，藏循化街子清真大寺（街子工）

清茶、奶茶和蓋碗茶是撒拉族最常見的飲料，麥茶和果葉茶是撒拉族傳統飲料。製作麥茶時，將麥粒炒焙半焦搗碎後，加鹽和其他配料，以陶罐熬成，味似咖啡；果葉茶是用曬乾後炒成半焦的果樹葉子製成。
撒拉族每一戶人家自成院落，稱為「莊廓」，由堂屋、灶房、客房、圈房四部分組成：堂屋在正中，灶房和客房分設兩旁，圈房建在院落的東南或西南角。

### 宗教
撒拉人信奉伊斯蘭教虎夫耶（老教派）。最早撒拉族多信蘇菲派伊斯蘭教。阿帕克和卓曾1670年代在青海傳教，為虎夫耶（老教派）。1760年代，回族人馬明心在當時甘肅傳播哲合忍耶（新教派）。。

### 服飾
撒拉族的傳統服飾較多地保留著中亞、伊斯蘭和游牧文化的特點。男子多穿交領長衫、大襠褲，腰扎布帶或絲巾，並佩戴約15厘米長的小刀，頭戴羊皮卷檐帽，腳穿短筒靴，婦女穿戴伊斯蘭蓋頭，身穿連衣裙。婦女喜歡佩帶長串耳環、戒指、手揭、串珠等首飾。

### 音樂
撒拉族的民歌包括撒拉曲、宴席曲和花兒等。撒拉花兒是撒拉族民間普遍流行的一種演唱形式。它吸取了回族宴席曲、藏族民歌、漢族俚歌小曲的精華，再加上了撒拉語的襯句，形成了自己獨特的風格。其特點是音調高昂嘹亮，婉轉悠揚，長於抒情。撒拉「花兒」的曲調很多，較著名的有「孟達令」、「撒拉大令」、「清水令」、「三花草令」、「水紅花令」等。

## 基因遺傳
撒拉族父系Y-DNA 單倍群顯示出東亞和西歐亞單倍群的混合；母系基因絕大多是東亞基因。 約24-30%的撒拉族 Y 染色體屬於東亞特定的單倍群O3-M122，而中亞、南亞和歐洲常見的單倍群R1a基因僅佔 17%。撒拉人中的其他 Y-DNA 單倍群是 D1 和 C3。另一項研究表明單倍群O-M175也出現在撒拉族基因中。
一項常染色體遺傳研究 (Ma et al. 2021) 估計，撒拉族中與西歐基因約有 9.1%至11.8% 之間，其餘主要為東亞基因，佔 88.2 至 90.9%。該研究還表明，中國西北少數民族（維吾爾族、回族、東鄉族、保安族、裕固族）和撒拉族之間存在密切的遺傳親緣關係，這些民族與其他東亞民族，尤其是突厥語族群、蒙古語族群和通古斯民族，表示「阿爾泰語系民族」有共同祖先。

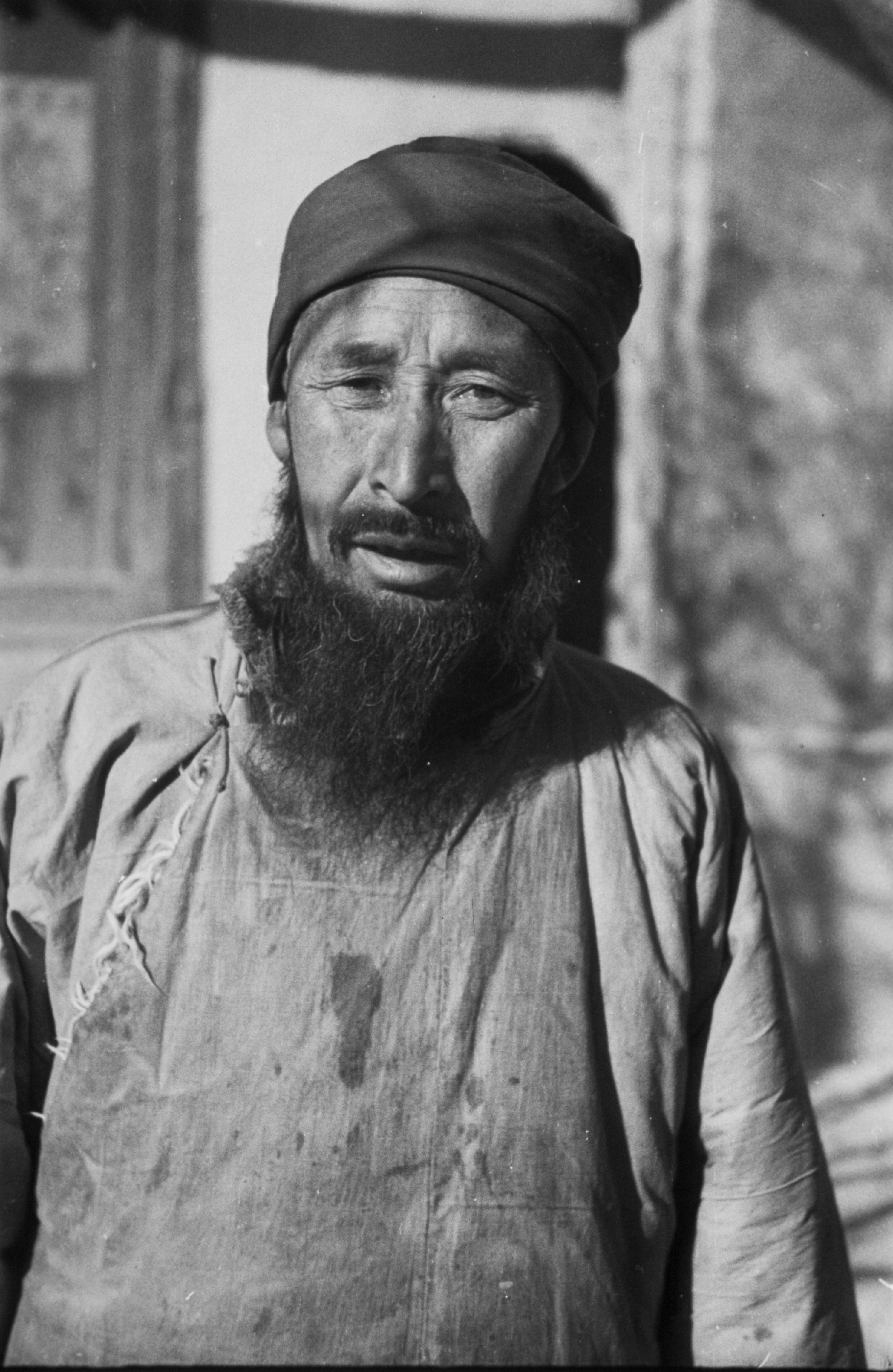
1933年青海循化市草灘壩村的撒拉族穆斯林
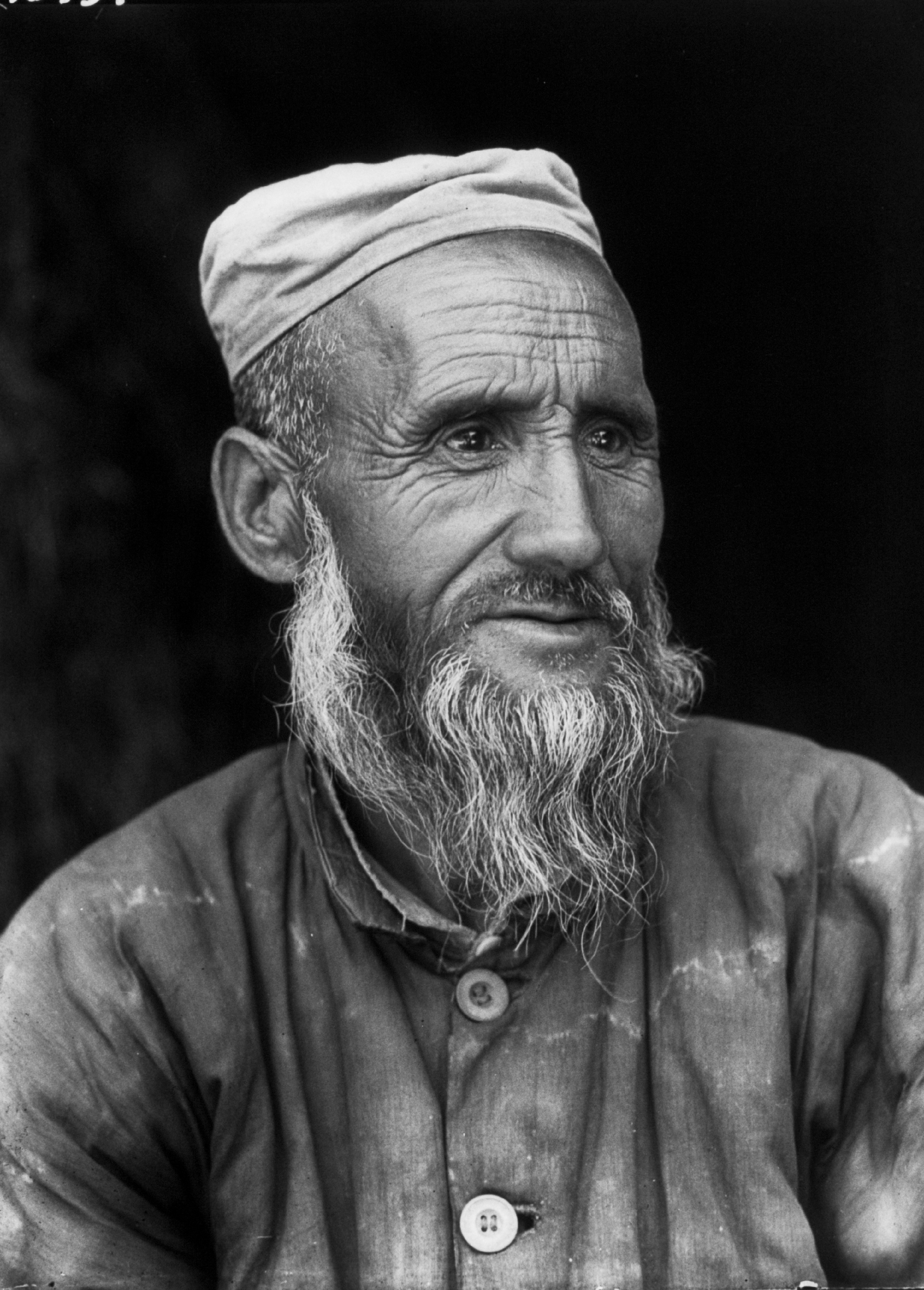
1932年青海循化吉石鎮的撒拉族穆斯林長老

## 人口分布
中国2000年第五次人口普查各地撒拉族人口列表(普查时点人口，单位：人)
| 位次 | 地区       | 总人口        | 撒拉族  | 占撒拉族 人口比例（%） | 占地区 少数民族 人口比例（%） | 占地区 人口比例（%） |
|      | 合计       | 1,245,110,826 | 104,521 | 100                    | 0.099                         | 0.0084               |
|      | 31省份合计 | 1,242,612,226 | 104,503 | 99.98                  | 0.099                         | 0.0084               |
| G1   | 西北地区   | 89,258,221    | 102,649 | 98.21                  | 0.588                         | 0.1150               |
| G2   | 中南地区   | 350,658,477   | 590     | 0.56                   | 0.002                         | 0.0002               |
| G3   | 西南地区   | 193,085,172   | 514     | 0.49                   | 0.001                         | 0.0003               |
| G4   | 华北地区   | 145,896,933   | 509     | 0.49                   | 0.006                         | 0.0003               |
| G5   | 华东地区   | 358,849,244   | 183     | 0.18                   | 0.007                         | 0.0001               |
| G6   | 东北地区   | 104,864,179   | 58      | 0.06                   | 0.001                         | 0.0001               |
| 1    | 青海       | 4,822,963     | 87,043  | 83.28                  | 3.926                         | 1.8048               |
| 2    | 甘肃       | 25,124,282    | 11,784  | 11.27                  | 0.536                         | 0.0469               |
| 3    | 新疆       | 18,459,511    | 3,762   | 3.60                   | 0.034                         | 0.0204               |
| 4    | 北京       | 13,569,194    | 413     | 0.40                   | 0.071                         | 0.0030               |
| 5    | 湖南       | 63,274,173    | 272     | 0.26                   | 0.004                         | 0.0004               |
| 6    | 西藏       | 2,616,329     | 228     | 0.22                   | 0.009                         | 0.0087               |
| 7    | 四川       | 82,348,296    | 108     | 0.10                   | 0.003                         | 0.0001               |
| 8    | 河南       | 91,236,854    | 92      | 0.090                  | 0.008                         | 0.0001               |
| 9    | 广东       | 85,225,007    | 89      | 0.09                   | 0.007                         | 0.0001               |
| 10   | 贵州       | 35,247,695    | 87      | 0.080                  | 0.001                         | 0.0002               |
| 11   | 湖北       | 59,508,870    | 58      | 0.06                   | 0.002                         | 0.0001               |
| 12   | 云南       | 42,360,089    | 55      | 0.05                   | 0.000                         | 0.0001               |
| 13   | 江苏       | 73,043,577    | 51      | 0.05                   | 0.020                         | 0.0001               |
| 14   | 海南       | 7,559,035     | 49      | 0.05                   | 0.004                         | 0.0006               |
| 15   | 辽宁       | 41,824,412    | 45      | 0.04                   | 0.001                         | 0.0001               |
| 15   | 浙江       | 45,930,651    | 45      | 0.040                  | 0.011                         | 0.0001               |
| 17   | 宁夏       | 5,486,393     | 38      | 0.04                   | 0.002                         | 0.0007               |
| 18   | 重庆       | 30,512,763    | 36      | 0.03                   | 0.002                         | 0.0001               |
| 19   | 天津       | 9,848,731     | 32      | 0.03                   | 0.012                         | 0.0003               |
| 19   | 河北       | 66,684,419    | 30      | 0.03                   | 0.001                         | 0.0000               |
| 21   | 广西       | 43,854,538    | 30      | 0.03                   | 0.000                         | 0.0001               |
| 22   | 内蒙       | 23,323,347    | 26      | 0.02                   | 0.001                         | 0.0001               |
| 22   | 安徽       | 58,999,948    | 26      | 0.02                   | 0.007                         | 0.0000               |
| 24   | 陕西       | 35,365,072    | 22      | 0.02                   | 0.013                         | 0.0001               |
| 25   | 山东       | 89,971,789    | 21      | 0.02                   | 0.003                         | 0.0000               |
| 26   | 上海       | 16,407,734    | 15      | 0.01                   | 0.014                         | 0.0001               |
| 27   | 福建       | 34,097,947    | 13      | 0.01                   | 0.002                         | 0.0000               |
| 28   | 江西       | 40,397,598    | 12      | 0.01                   | 0.010                         | 0.0000               |
| 29   | 吉林       | 26,802,191    | 9       | 0.01                   | 0.000                         | 0.0000               |
| 30   | 山西       | 32,471,242    | 8       | 0.01                   | 0.008                         | 0.0000               |
| 31   | 黑龙江     | 36,237,576    | 4       | 0.00                   | 0.000                         | 0.0000               |
|      | 现役军人   | 2,498,600     | 18      | 0.02                   | 0.016                         | 0.0007               |

### 引用
1. ↑  撒拉族[M/OL]//陈至立．辞海. 7版网络版．上海：上海辞书出版社, 2020 [2024].
2. ↑  atlasofhumanity.com. . Atlas Of Humanity.   [2022-08-01]. （原始内容存档于2021-01-26） （英语）.
3. ↑  Erdal, Marcel; Nevskaya, Irina (编). . 60 of Turcologica Series. Otto Harrassowitz Verlag. 2006: xi  [24 April 2014]. ISBN 978-3447053105.
4. ↑  . Cultural-china.com. Cultural China. 2007–2014  [1 April 2013]. （原始内容存档于5 October 2013）.
5. ↑  Minahan, James B. . ABC-CLIO. 2016-08-01: 364. ISBN 978-1-61069-954-9 （英语）.
6. ↑  Shoujiang Mi; Jia You. . 五洲传播出版社. 2004: 55  [2010-06-28]. ISBN 978-7-5085-0533-6.
7. ↑  . CRIENGLISH.com. 2005-03-01  [2022-08-02]. （原始内容存档于2016-03-04）.
8. ↑  . China Daily. 2004-10-20  [1 April 2013]. （原始内容存档于2021-07-27）.
9. ↑  . China Daily (Xinhua). 2007-02-25  [1 April 2013]. （原始内容存档于2022-10-14）.
10. ↑  . Global Times. September 27, 2010  [1 April 2013]. （原始内容存档于2021-11-28）.
11. ↑  Janse, Mark; World, Linguistic Bibliography and the Languages of the; Tol, Sijmen, Janse, Mark; Tol, Sijmen , 编, , John Benjamins Publishing Company, 2003, ISBN 978-90-272-4752-0
12. ↑  . China Ethnic Museum.   [1 April 2013]. （原始内容存档于2016-03-04）.
13. ↑  . Cultural-china.com. Cultural China. 2014 [2007]  [1 April 2013]. （原始内容存档于6 October 2013）.
14. ↑  . Chinese Lesson.   [1 April 2013]. （原始内容存档于1 September 2013）.
15. ↑  . Economic and Commercial Counsellor's Office of the Embassy of the People's Republic of China in the Kingdom of Norway. MINISTRY OF COMMERCE,PRC. March 22, 2009  [1 April 2013]. （原始内容存档于2014-03-19）.
16. ↑  . China.org.cn. China Facts & Figures.   [1 April 2013].
17. ↑  Guo, Rongxing. . Academic Press. 2012: 39  [1 April 2013]. ISBN 978-0123978264.
18. ↑  . Chinese Academy of Social Sciences Institute of Ethnic Literature.   [1 April 2013]. （原始内容存档于2014-03-19）.
19. ↑  Guo, Rongxing. . Springer Nature. 2020-09-10: 275. ISBN 978-3-030-49024-9 （英语）. Most Salar people can also speak Chinese and Tibetan.
20. ↑  翁独健. . 北京: 中国社会科学出版社. 2001-1. ISBN 7500450486.
21. 1 2  Yao, Hong-Bing; Wang, Chuan-Chao; Tao, Xiaolan; Shang, Lei; Wen, Shao-Qing; Zhu, Bofeng; Kang, Longli; Jin, Li; Li, Hui. . Scientific Reports. 2016, 6: 38656. Bibcode:2016NatSR...638656Y. PMC 5141421 . PMID 27924949. doi:10.1038/srep38656.
22. ↑  Wang, W; Wise, C; Baric, T; Black, ML; Bittle, AH. . Human Genetics. August 2003, 113 (3): 244–52. PMID 12759817. S2CID 11138499. doi:10.1007/s00439-003-0948-y.
23. ↑  Ma, Bin; Chen, Jinwen; Yang, Xiaomin; Bai, Jingya; Ouyang, Siwei; Mo, Xiaodan; Chen, Wangsheng; Wang, Chuan-Chao; Hai, Xiangjun. . Frontiers in Genetics. 2021, 12: 795570. ISSN 1664-8021. PMC 8724515 . PMID 34992635. doi:10.3389/fgene.2021.795570 .
24. ↑  Ma, Bin; Chen, Jinwen; Yang, Xiaomin; Bai, Jingya; Ouyang, Siwei; Mo, Xiaodan; Chen, Wangsheng; Wang, Chuan-Chao; Hai, Xiangjun. . Frontiers in Genetics. 2021, 12. ISSN 1664-8021. doi:10.3389/fgene.2021.795570 .
25. ↑  .   [2010-06-17]. （原始内容存档于2018-11-09）.

### 书籍
- 林莲云. . 四川民族出版社. 1992  [2019-01-30]. （原始内容存档于2020-05-18） （中文）.

### 网页
- 青海撒拉族是活跃在新丝路上的"西域使者" （页面存档备份，存于），中国经济网，2014年7月31日.